# Batihat al-Wafidin
Batihat al-Wafidin (arab. بطيحة الوافدين) – miejscowość w Syrii, w muhafazie Damaszek. W 2004 roku liczyła 16 539 mieszkańców.